# Klaus Knuth
Klaus Knuth (* 26. August 1935 in Hamburg; † 26. April 2012 in Küsnacht, Schweiz) war ein deutsch-schweizerischer Schauspieler.

## Leben
Klaus Knuth wurde als Sohn des Ehepaars Gustav Knuth und Gustl Busch geboren, die beide Schauspieler waren. Nach der Scheidung seiner Eltern lebte er bei der Mutter, bis er 1946/1947 zu seinem Vater nach Zürich kam, als dieser ans Zürcher Schauspielhaus ging. Die Schulzeit absolvierte Klaus Knuth ab 1947 in Zürich. Klaus Knuth wollte ursprünglich Kameramann werden, merkte aber bei einer Aufführung des Schultheaters, wie leicht ihm das Spielen fällt.
So ging er schließlich nach Wien ans Max Reinhardt Seminar. Es folgten Engagements am Theater in der Josefstadt (1958/1959), dem Düsseldorfer Schauspielhaus (1959–1962) und den Münchner Kammerspielen (1962–1965). Am Düsseldorfer Schauspielhaus spielte er in der Spielzeit 1960/1961 unter anderem den Aston in dem Theaterstück Der Hausmeister (Deutschsprachige Erstaufführung: 29. Oktober 1960). 1965 kam er ans Schauspielhaus Zürich, wo er bis zu seiner Pensionierung im Jahr 2000 Ensemblemitglied blieb. Auch nach seiner Pensionierung arbeitete Klaus Knuth weiterhin als freier Schauspieler am Schauspielhaus Zürich; sein letzter Auftritt dort war im Juni 2011 bei einer Lesung. Anfänglich spielte er am Schauspielhaus Zürich neben seinem Vater. Beide sahen einander ähnlich, waren aber von unterschiedlichem Charakter. Klaus Knuth galt als „Meister der Zurückhaltung“.
Zu den Bühnenrollen von Klaus Knuth gehörten unter anderem Rodrigo in Othello (1965, Regie: Leopold Lindtberg), Andres in Woyzeck (1972; Regie: Friedrich Dürrenmatt), Graf Appiani in Emilia Galotti (1974, Regie: Friedrich Dürrenmatt) und der Missionar Oskar Rose in Die Physiker (1987, Regie: Achim Benning). In der Spielzeit 1975/76 übernahm er die Rolle des Polizisten in dem Brecht-Stück Der gute Mensch von Sezuan (Regie: Manfred Wekwerth; Premiere: März 1976). 1981 spielte er, unter der Regie von Werner Düggelin, die Rolle des Donati in der Uraufführung des Theaterstücks Grossvater und Halbbruder von Thomas Hürlimann. Am Schauspielhaus Zürich trat er immer wieder in Theaterstücken von Friedrich Dürrenmatt auf, so als Herzog in der Komödie Die Frist (Uraufführung: Oktober 1977), sowie im Oktober 1983 in der Uraufführung von Dürrenmatts Komödie Achterloo.
In der Spielzeit 2008/09 gastierte er am Stadttheater Bern in der Uraufführung des Theaterprojekts Ebenda – Ein Gedächtnistheater; Regie führte Lukas Bärfuss.
Klaus Knuth hat in über 30 Filmen mitgespielt. 1957 war er neben Romy Schneider als Prinz Ludwig in dem Spielfilm Sissi – Schicksalsjahre einer Kaiserin zu sehen. Neben seinem Vater Gustav Knuth spielte er in der Fernsehserie Die Powenzbande (1973). 1981 spielte er an der Seite von Bruno Ganz in dem Spielfilm Der Erfinder unter der Regie von Kurt Gloor.
Klaus Knuth war mit der Schauspielerin Hannelore Fischer verheiratet, einer Nichte von O. W. Fischer. Ihre Tochter Nicole ist ebenfalls Schauspielerin.

## Filmografie
- 1957: Sissi – Schicksalsjahre einer Kaiserin
- 1957: Scherben bringen Glück
- 1963: Die fünfte Kolonne (Fernsehserie, Folge: Es führt kein Weg zurück)
- 1965: Gewagtes Spiel (Fernsehserie, Folge: Es brennt!)
- 1965: Die fromme Helene
- 1966: Üb immer Treu nach Möglichkeit (Fernsehserie, 13 Folgen)
- 1969–1972: Salto Mortale (Fernsehserie, vier Folgen)
- 1970: Mein Freund Harvey
- 1972: Hamburg Transit (Fernsehserie, Folge: Endstation Fuhlsbüttel)
- 1973: Eine Armee Gretchen (She Devils of the SS)
- 1973: Die Fabrikanten
- 1974: Die Powenzbande (Fernsehserie, eine Folge)
- 1974: Konfrontation
- 1975: Eurogang (Fernsehserie, Folge: Ein Wagen voll Madonnen)
- 1975: Ein Fall für Männdli (Fernsehserie, Folge: Hallo, Herr Doktor)
- 1976: Der Stumme
- 1978: Das Männerquartett
- 1978: MS Franziska (Fernsehserie, fünf Folgen)
- 1980: Defekte
- 1980: Der Erfinder
- 1981: Kassettenliebe
- 1983: Wagner – Das Leben und Werk Richard Wagners (Fernsehserie, eine Folge)
- 1984: Blaubart
- 1985: Die grüne Brigade (Fernsehserie, Folge: Filière poison)
- 1988: Der Schuh des Patriachen (Dokumentarfilm, Stimme)
- 2001: Heidi

## Hörspiele
- 1959: Morgen werden wir reich – Regie: Raoul Wolfgang Schnell
- 1962: Rendezvous um sieben – Regie: Otto Düben
- 1964: Der Mann, der Sherlock Holmes war – Regie: Otto Kurth
- 1964: Sir Arthur Conan Doyle – Regie: Otto Kurth
- 1964: Der Mittelstürmer starb im Morgenlicht – Regie: Werner Hausmann
- 1964: Waldhausstraße 20 – Regie: Walter Ohm
- 1964: Moby Dick oder Der weiße Wal (Zweiteiler, nach Herman Melville) – Regie: Walter Andreas Schwarz
- 1964: Hamlet, Prinz von Dänemark (nach William Shakespeare) – Regie: Helmut Brennicke
- 1975: Grünzone (Dreiteiler) – Regie: Hans-Ulrich Minke
- 1977: Die Frist – Autor: Friedrich Dürrenmatt
- 1995: Dr. Doolittle und der Zirkus (Vierteiler) – Mitautorin, Sprecherin und Regie: Lilian Westphal